# Memoriał Jochena Rindta 1971
Memoriał Jochena Rindta 1971, oryg. Jochen Rindt Gedächtnisrennen – zawody Formuły 1, które odbyły się w dniach 11–13 czerwca 1971 na torze Hockenheimring. Zwycięzcą został Belg Jacky Ickx (Ferrari), który startował z pole position i ustanowił ponadto najszybsze okrążenie.
Memoriał nie był eliminacją Mistrzostw Świata Formuły 1, wypełniając lukę powstałą po odwołaniu Grand Prix Belgii.

## Tło
Kalendarz na sezon 1971 Mistrzostw Świata Formuły 1 początkowo stanowił, że w maju miało odbyć się Grand Prix Monako, zaś w czerwcu – Grand Prix Belgii oraz Grand Prix Holandii. Jednakże mierzący ówcześnie ponad 14 km długości belgijski tor Spa-Francorchamps został uznany przez CSI za zbyt niebezpieczny, wskutek czego Grand Prix Belgii w sezonie 1971 zostało odwołane.
Odwołanie Grand Prix Belgii spowodowało, że wyścigi w Monako i Holandii dzielił miesiąc. W tym okresie niektóre z zespołów naprawiały uszkodzenia po Grand Prix Monako, a inne powiększały zapas części zamiennych i samochodów. Aby zapełnić lukę powstałą po odwołaniu Grand Prix Belgii, Badischer Motorsport Club z Hockenheim zdecydował się na zorganizowanie wyścigu Formuły 1 pod nazwą Jochen Rindt Gedächtnisrennen. Był to zatem wyścig honorujący pamięć Jochena Rindta, mistrza świata Formuły 1 z sezonu 1970, który zginął na torze Monza.
Wyścig odbył się na torze Hockenheimring o długości 6,7 km. Tor składał się z sekcji stadionowej i drogowej. W 1971 roku Hockenheimring gościł również eliminację Europejskiej Formuły 2 – Memoriał Jima Clarka, które wygrał François Cevert w Tecno.
Mimo nieoficjalnego charakteru Memoriału Jochena Rindta oraz faktu rozgrywania w tym samym czasie wyścigu 24h Le Mans, do wyścigu zostały zgłoszone wszystkie fabryczne zespoły Formuły 1 z wyjątkiem trzech. W Memoriale nie wzięły udziału Brabham, Tyrrell oraz Matra, przy czym Matra uczestniczyła w 24h Le Mans. Spośród czołowych kierowców nie wystartowali: Jean-Pierre Beltoise, Chris Amon, jak również rywalizujący w 24h Le Mans Pedro Rodríguez i Jo Siffert, oraz ścigający się w serii Can-Am Denny Hulme i Jackie Stewart. Przyczyną zainteresowania wyścigiem przez czołowe zespoły Formuły 1 były dobre warunki finansowe, obejmujące wynagrodzenie za start oraz sześć tysięcy funtów nagrody za zwycięstwo.
Ferrari wystawiło dwa samochody z sezonu 1970, wyposażone w nowe silniki. Ich kierowcami byli Jacky Ickx i Clay Regazzoni. Początkowo włoski zespół zgłosił również Mario Andrettiego, jednak Amerykanin nie wziął udziału w wyścigu z powodu niewielkiej kontuzji odniesionej podczas wyścigu USAC. Team Lotus z kolei wystawił dwa Lotusy 72-Ford oraz jeden model napędzany turbiną gazową Pratt & Whitney. Na początku tygodnia kierowca zespołu, Emerson Fittipaldi, miał wypadek samochodowy we Francji i chociaż nie odniósł poważnych obrażeń, musiał pozostać w szpitalu. Z tego powodu na wyścig powołano Tony’ego Trimmera. Kierowca numer jeden Lotusa, Reine Wisell, otrzymał samochód z nowo zaprojektowanym tylnym zawieszeniem. David Walker natomiast po udanych testach miał prowadzić pojazd z turbiną gazową.
March zgłosił trzech kierowców: Ronniego Petersona, Alexa Solera-Roiga i Nanniego Galliego. Ścigali się oni Marchami 711, przy czym Galli używał silnika Alfa Romeo, a Peterson i Soler-Roig – Ford. Szwed miał ponadto do dyspozycji dwa samochody, jeden w wersji 711/2 z silnikiem Ford (z Grand Prix Monako), a drugi, ukończony w padoku i zupełnie nowy, oznaczony jako 711/6, napędzany jednostką Alfa Romeo. McLaren natomiast zgłosił jednego kierowcę i jeden samochód – Petera Gethina w M14A.
BRM wystawił trzy samochody. Dla Howdena Ganleya i Johna Milesa przeznaczono P153 z 1970 roku, zaś trzeci samochód – P160 z 1971 roku – był zgłoszony bez kierowcy. BRM zakładał bowiem, że gdyby Siffert bądź Rodríguez odpadł wcześnie z 24h Le Mans, to zdąży dotrzeć na Hockenheimring i wystartować w wyścigu nowym samochodem z końca stawki. W barwach Surteesa zgłoszeni zostali natomiast John Surtees i Rolf Stommelen, startujący modelami TS9. John Surtees ścigał się ulepszonym modelem, wyposażonym w nowy zbiornik oleju, akumulator znajdujący się pod pojazdem, podniesione chłodnice oleju i lekkie koła magnezowe firmy Magnesium-Elektron Ltd. Drugi model, należący do Stommelena, był wersją z Grand Prix Monako. Ponadto Surteesem TS7 miał pierwotnie ścigać się Andrea de Adamich, ale Włoch ostatecznie nie wziął udziału w memoriale.
Pozostała część stawki obejmowała prywatne zgłoszenia. Skip Barber, dla którego była to pierwsza europejska runda Formuły 1, wystawił swojego Marcha 711, którym po raz pierwszy ścigał się w Grand Prix Monako. Xavier Perrot dysponował Marchem 701, zakupionym od Jo Sifferta. Ray Allen ścigał się należącym do Franka Williamsa Marchem 701, który stanowił hybrydę samochodu rozbitego przez Cyda Williamsa na Oulton Park oraz pojazdu zakupionego od Kena Tyrrella. Robert Lamplough i Bernd Terbeck używali starych BRM z 1968. Mike Beuttler rywalizował Marchem 701 w barwach zespołu Clarke-Mordaunt-Guthrie Racing.

## Kwalifikacje
Treningi, decydujące jednocześnie o kolejności startowej, były rozgrywane w piątek, sobotę i niedzielę rano.
W Ferrari Ickxa pierwszego dnia zatarł się układ olejowy, co zmusiło zespół do wymiany silnika. Z kolei w sobotę Regazzoni zatarł sprzęgło, którego resztki dostały się do skrzyni biegów. Wyjmując skrzynię biegów, mechanicy Ferrari zdecydowali się zakleić tył skrzyni korbowej, aby nie dopuścić do wycieków oleju. Mimo tych problemów kierowcy zespołu zdobyli dwa pierwsze miejsca startowe (Ickx – 1:56,8, Regazzoni – 1:57,7). Czas Ickxa był o ponad trzy sekundy lepszy od czasu uzyskanego w Grand Prix Niemiec 1970, co miało związek z używaniem mocnym silników B12 oraz przyczepnych opon Firestone.
David Walker w Lotusie z turbiną gazową ustanowił czas 2:02,8. Jako że przełożenia przekładni były ustawione zbyt wysoko, zdecydowano się je obniżyć. W sobotni poranek w pojeździe Walkera tuż po wyjeździe doszło do uszkodzenia silnika, wskutek której z komina samochodu wybuchały płomienie; przyczyną awarii było niewłaściwe uszczelnienie olejowe. Silnik nie nadawał się do naprawy na miejscu i został odesłany do remontu w Kanadzie. Walker zaś przejął Lotusa Trimmera, kończąc udział tego drugiego w weekendzie wyścigowym. Australijczyk ustanowił w sobotę rano czas 2:03,2, poprawiony po południu o 0,1 sekundy. Wówczas to jednak doszło do kolejnego defektu w Lotusie, kiedy to odpadła jedna z chłodnic oleju, co doprowadziło do zatarcia silnika i konieczności wymiany na nowy. Reine Wisell natomiast, który rozpoczynał treningi samochodem z trójpoziomowym tylnym spojlerem, wymienił spojler na jednopoziomowy i sukcesywnie poprawiał czasu, od 2:00,2, poprzez 2:00,1, a na 1:59,6 ustanowionym w sobotnie popołudnie skończywszy. Szwed został w ten sposób jedynym obok zawodników Ferrari kierowcą, który zszedł poniżej dwóch minut.
Nanni Galli rozpoczął pierwszy trening Marchem z silnikiem Ford, który następnie został zamieniony na jednostkę Alfa Romeo. Włoski silnik niedługo po rozruchu zepsuł się i zespół był zmuszony powrócić do starego Forda. Ronnie Peterson zdołał uzyskać w treningach czas 2:01,5. W niedzielne przedpołudnie – trening organizowany przed wyścigiem – silnik Alfa Romeo w samochodzie Petersona również uległ awarii, dlatego też kierowca ten również był zmuszony użyć jednostki Ford.
John Surtees w piątek uzyskał trzecie najszybsze okrążenie. Jednakże w sobotę rano w samochodzie Brytyjczyka doszło do uszkodzenia piasty, co doprowadziło do wypadku i złamania zawieszenia. Mimo to mechanicy naprawili samochód.
Peter Gethin swoim McLarenem ustanowił czas 2:00,1, dający mu czwarte miejsce startowe. Jedynym problemem w zespole była kwestia wymiany sprzęgła po treningach. W BRM Ganley zajął piąte miejsce startowe z czasem 2:00,5, zaś Miles był o 0,4 sekundy wolniejszy.
W trakcie treningów zepsuł się stary silnik BRM w samochodzie Terbecka, co uniemożliwiło Niemcowi start w wyścigu.

## Wyścig
Wyścig, poprzedzony zawodami samochodów turystycznych, liczył 35 okrążeń i rozpoczynał się o 13:30. Warunki atmosferyczne były korzystne, było słonecznie i ciepło.
Jacky Ickx, który zajął pierwsze miejsce w kwalifikacjach, teoretycznie nie startował z pole position. Miejsce przeznaczone normalnie dla zdobywcy pole position, pozostało puste, jako wyraz pamięci dla Jochena Rindta.
Ickx po starcie objął prowadzenie. Za Belgiem podążał Regazzoni, zaś dalej znajdowali się Peterson i Wisell. Na trzecim okrążeniu silnik w samochodzie Regazzoniego przestał pracować. Przyczyną awarii było przywarcie obwodu elektrycznego ogranicznika prędkości obrotowej. W boksie mechanik znalazł przyczynę awarii i odizolował obwód, ale Regazzoni powrócił na tor w momencie, gdy Ickx znajdował się na 13. okrążeniu. Również na trzecim okrążeniu z powodu niewłaściwie działającego samochodu w boksach znalazł się John Miles.
Ray Allen, który przez cały weekend był niezadowolony ze swojego mającego niedostatki mocy Marcha, na czwartym okrążeniu obrócił samochód i został wyprzedzony przez ostatniego Roberta Lamplougha. Okrążenie później podążający na czwartym miejscu Gethin zakończył jazdę, jako że w jego samochodzie uszkodzeniu uległa linka przepustnicy. Z kolei na siódmym okrążeniu w Marchu Allena awarii uległ silnik i Brytyjczyk wycofał się z wyścigu.
Po 13. okrążeniu do boksów zjechał Wisell, ponieważ zdaniem kierowcy wciśnięcie pedału hamulca nie powodowało właściwego hamowania pojazdu. Mechanicy orzekli, że pedał hamulca zaczął odrywać się od podwozia, a jako że ten problem nie mógł zostać rozwiązany, Wisell otrzymał jedynie instrukcje na temat stylu jazdy. Na 14. okrążeniu jazdę zakończył mający nieustanne problemy ze swoim BRM John Miles. W tym okresie John Surtees wyprzedził Howdena Ganleya i kolejność wyglądała następująco: Ickx, Peterson, Surtees, Ganley, Galli, Stommelen, Barber. Galli tymczasowo jechał tuż za Ganleyem. Wytwarzający strumień ogonowy BRM Ganleya pozwalał silnikowi Alfa Romeo Galliego na osiągnięcie prędkości obrotowej rzędu 10 500 rpm, to jest nad limitem. Jednakże w dalszej części wyścigu Ganley oddalił się od Włocha, który jechał przez to samotnie na piątym miejscu.
Beuttler walczył o ósme miejsce z Alexem Solerem-Roigiem, ale w pewnym momencie w jego samochodzie zacięła się przepustnica i Beuttler obrócił pojazd. Brytyjczyk zdołał jednak dotrzeć do boksów, operując ręcznie przepustnicą, natomiast podczas pit-stopu wyeliminowano problem.
Wyścig wygrał Jacky Ickx, uzyskując jednocześnie najszybsze okrążenie. Rolf Stommelen, który finiszował na szóstej pozycji, otrzymał minutę kary za ścięcie szykany i spadł za Barbera.

## Lista startowa
Źródło: Stats F1
| Nr | Kierowca          | Zespół                         | Samochód     | Silnik               | Opony |
| -- | ----------------- | ------------------------------ | ------------ | -------------------- | ----- |
| 2  | John Surtees      | Team Surtees                   | Surtees TS9  | Ford Cosworth DFV V8 | F     |
| 3  | Rolf Stommelen    | Team Surtees                   | Surtees TS9  | Ford Cosworth DFV V8 | F     |
| 4  | Jacky Ickx        | Scuderia Ferrari               | Ferrari 312B | Ferrari 001 B12      | F     |
| 5  | Clay Regazzoni    | Scuderia Ferrari               | Ferrari 312B | Ferrari 001 B12      | F     |
| 6  | Mario Andretti    | Scuderia Ferrari               | Ferrari 312B | Ferrari 001 B12      | F     |
| 7  | Tony Trimmer      | Team Lotus                     | Lotus 72     | Ford Cosworth DFV V8 | F     |
| 8  | Reine Wisell      | Team Lotus                     | Lotus 72     | Ford Cosworth DFV V8 | F     |
| 9  | David Walker      | Team Lotus                     | Lotus 72     | Ford Cosworth DFV V8 | F     |
| 10 | Ronnie Peterson   | March Engineering              | March 711    | Ford Cosworth DFV V8 | F     |
| 11 | Alex Soler-Roig   | March Engineering              | March 711    | Ford Cosworth DFV V8 | F     |
| 12 | Nanni Galli       | STP March Racing Team          | March 711    | Ford Cosworth DFV V8 | F     |
| 14 | Henri Pescarolo   | STP March Racing Team          | March 711    | Ford Cosworth DFV V8 | F     |
| 15 | Ray Allen         | Frank Williams Racing Cars     | March 701    | Ford Cosworth DFV V8 | F     |
| 16 | Howden Ganley     | Yardley Team BRM               | BRM P153     | BRM P142 V12         | F     |
| 17 | John Miles        | Yardley Team BRM               | BRM P153     | BRM P142 V12         | F     |
| 18 |                   | Yardley Team BRM               | BRM P160     | BRM P142 V12         | F     |
| 19 | Skip Barber       | Gene Mason Racing              | March 711    | Ford Cosworth DFV V8 | F     |
| 20 | Andrea de Adamich | Andrea de Adamich              | Surtees TS7  | Ford Cosworth DFV V8 | F     |
| 21 | Peter Gethin      | Bruce McLaren Motor Racing     | McLaren M14A | Ford Cosworth DFV V8 | G     |
| 22 | Mike Beuttler     | Clarke-Mordaunt-Guthrie Racing | March 701    | Ford Cosworth DFV V8 | F     |
| 23 | Xavier Perrot     | Siffert Racing Team            | March 701    | Ford Cosworth DFV V8 | F     |
| 24 | Robert Lamplough  | Robert Lamplough               | BRM P133     | BRM P142 V12         | ?     |
| 25 | Bernd Terbeck     | Robert Lamplough               | BRM P126     | BRM P142 V12         | ?     |
| Nr | Kierowca          | Zespół                         | Samochód     | Silnik               | Opony |

## Wyniki
Źródła: Silhouet, Stats F1

### Kwalifikacje
| P  | Nr | Kierowca         | Konstruktor(-silnik) | Opony | Czas   | Odstęp | Strata |
| -- | -- | ---------------- | -------------------- | ----- | ------ | ------ | ------ |
| 1  | 4  | Jacky Ickx       | Ferrari              | F     | 1:56,8 | -      | -      |
| 2  | 5  | Clay Regazzoni   | Ferrari              | F     | 1:57,7 | 0:00,9 | 0:00,9 |
| 3  | 8  | Reine Wisell     | Lotus-Ford           | F     | 1:59,6 | 0:01,9 | 0:02,8 |
| 4  | 18 | Howden Ganley    | BRM                  | F     | 2:00,5 | 0:00,9 | 0:03,7 |
| 5  | 21 | Peter Gethin     | McLaren-Ford         | G     | 2:01,0 | 0:00,5 | 0:04,2 |
| 6  | 10 | Ronnie Peterson  | March-Ford           | F     | 2:01,5 | 0:00,5 | 0:04,7 |
| 7  | 2  | John Surtees     | Surtees-Ford         | F     | 2:01,5 | 0:00,0 | 0:04,7 |
| 8  | 3  | Rolf Stommelen   | Surtees-Ford         | F     | 2:02,1 | 0:00,6 | 0:05,3 |
| 9  | 12 | Nanni Galli      | March-Ford           | F     | 2:02,1 | 0:00,0 | 0:05,3 |
| 10 | 9  | David Walker     | Lotus-Ford           | F     | 2:02,8 | 0:00,7 | 0:06,0 |
| 11 | 17 | John Miles       | BRM                  | F     | 2:02,9 | 0:00,1 | 0:06,1 |
| 12 | 22 | Mike Beuttler    | March-Ford           | F     | 2:03,1 | 0:00,2 | 0:06,3 |
| 13 | 24 | Robert Lamplough | BRM                  | ?     | 2:03,2 | 0:00,1 | 0:06,4 |
| 14 | 19 | Skip Barber      | March-Ford           | F     | 2:06,8 | 0:03,6 | 0:10,0 |
| 15 | 7  | Tony Trimmer     | Lotus-Ford           | F     | 2:08,1 | 0:01,3 | 0:11,3 |
| 16 | 11 | Alex Soler-Roig  | March-Ford           | F     | 2:13,3 | 0:05,2 | 0:16,5 |
| 17 | 23 | Xavier Perrot    | March-Ford           | F     | 2:16,0 | 0:02,7 | 0:19,2 |
| 18 | 15 | Ray Allen        | March-Ford           | F     | 2:20,4 | 0:04,4 | 0:23,6 |
| 19 | 25 | Bernd Terbeck    | BRM                  | ?     | 2:31,7 | 0:11,3 | 0:34,9 |
| P  | Nr | Kierowca         | Konstruktor(-silnik) | Opony | Czas   | Odstęp | Strata |

### Wyścig
| P                                                     | + / –     | Nr | Kierowca          | Konstruktor  | Opony | Okr. | Czas / Strata | Komentarz                     |
| ----------------------------------------------------- | --------- | -- | ----------------- | ------------ | ----- | ---- | ------------- | ----------------------------- |
| 1                                                     | Bez zmian | 4  | Jacky Ickx        | Ferrari      | F     | 35   | 1h10:11,7     |                               |
| 2                                                     | 4         | 10 | Ronnie Peterson   | March-Ford   | F     | 35   | +0:53,8       |                               |
| 3                                                     | 4         | 2  | John Surtees      | Surtees-Ford | F     | 35   | +1:17,0       |                               |
| 4                                                     | Bez zmian | 16 | Howden Ganley     | BRM          | F     | 35   | +1:32,1       |                               |
| 5                                                     | 4         | 12 | Nanni Galli       | March-Ford   | F     | 35   | +1:45,2       |                               |
| 6                                                     | 8         | 19 | Skip Barber       | March-Ford   | F     | 34   | +1 okr.       |                               |
| 7                                                     | 1         | 3  | Rolf Stommelen    | Surtees-Ford | F     | 34   | +1 okr.       |                               |
| 8                                                     | 8         | 11 | Alex Soler-Roig   | March-Ford   | F     | 34   | +1 okr.       |                               |
| 9                                                     | 1         | 7  | David Walker      | Lotus-Ford   | F     | 34   | +1 okr.       |                               |
| 10                                                    | 7         | 8  | Reine Wisell      | Lotus-Ford   | F     | 33   | +2 okr.       |                               |
| 11                                                    | 6         | 23 | Xavier Perrot     | March-Ford   | F     | 31   | +4 okr.       |                               |
| 12                                                    | 1         | 24 | Robert Lamplough  | BRM          | ?     | 31   | +4 okr.       |                               |
| Niesklasyfikowani                                     |           |    |                   |              |       |      |               |                               |
|                                                       |           | 22 | Mike Beuttler     | March-Ford   | F     | 28   | +7 okr.       | Skrzynia biegów               |
|                                                       |           | 5  | Clay Regazzoni    | Ferrari      | F     | 25   | +10 okr.      |                               |
|                                                       |           | 17 | John Miles        | BRM          | F     | 14   | +21 okr.      | Wycieki oleju                 |
|                                                       |           | 15 | Ray Allen         | March-Ford   | F     | 6    | +29 okr.      | Silnik                        |
|                                                       |           | 21 | Peter Gethin      | McLaren-Ford | G     | 4    | +31 okr.      | Przepustnica                  |
| Nie wystartowali / niedopuszczeni do ponownego startu |           |    |                   |              |       |      |               |                               |
|                                                       |           | 7  | Tony Trimmer      | Lotus-Ford   | F     |      |               | Samochód przekazany Walkerowi |
|                                                       |           | 25 | Bernd Terbeck     | BRM          | ?     |      |               | Silnik                        |
|                                                       |           | 6  | Mario Andretti    | Ferrari      | F     |      |               | Kontuzja                      |
|                                                       |           | 14 | Henri Pescarolo   | March-Ford   | F     |      |               | Nie przybył                   |
|                                                       |           | 20 | Andrea de Adamich | Surtees-Ford | F     |      |               | Nie przybył                   |
| P                                                     | + / –     | Nr | Kierowca          | Konstruktor  | Opony | Okr. | Czas / Strata | Komentarz                     |